# Ваджіх ад-Дін Масуд
Ваджіх ад-Дін Масуд (помер 1344) — правитель Себзевара з династії Сербедарів. 

## Життєпис
Був   одним з лідерів сербедарів та правою рукою дервіша Шейха Халіфе. 1335 року разом з Абдель-Раззаком ібн Фазлуллою очолив загальне повстання сербедарів. 1338 року прийняв титул султана. Водночас сприяв становленню сербедарської знаті (бузурган-е сербедар). 1340 року під час походу на Герат віддав таємний наказв про вбивство Хасана Джурі (учня Шейха Халіфе та релігійного очільника). 
1342 році у битві при Заві зазнав тяжкої поразки від військ Куртів. Захоплений Падуспанідами і страчений.